# Camilo Torres Tenorio
Camilo Torres Tenorio (Popayán, 22 novembre 1766 – Bogotà, 5 ottobre 1816) è stato un politico colombiano.
Nel 1809 fu autore di una denuncia delle ingiustizie della Nuova Granada - nome dello stato costituito nel XIX secolo nell'attuale Colombia - e nel 1810 divenne ministro degli Esteri della giunta rivoluzionaria di Bogotà.
Iniziatore con Antonio Nariño del movimento di indipendenza dall'Impero spagnolo, 
dal 1812 al 1814 fu presidente della Nuova Granada rivoluzionata, ma venne fucilato dagli Spagnoli il 5 ottobre 1816.

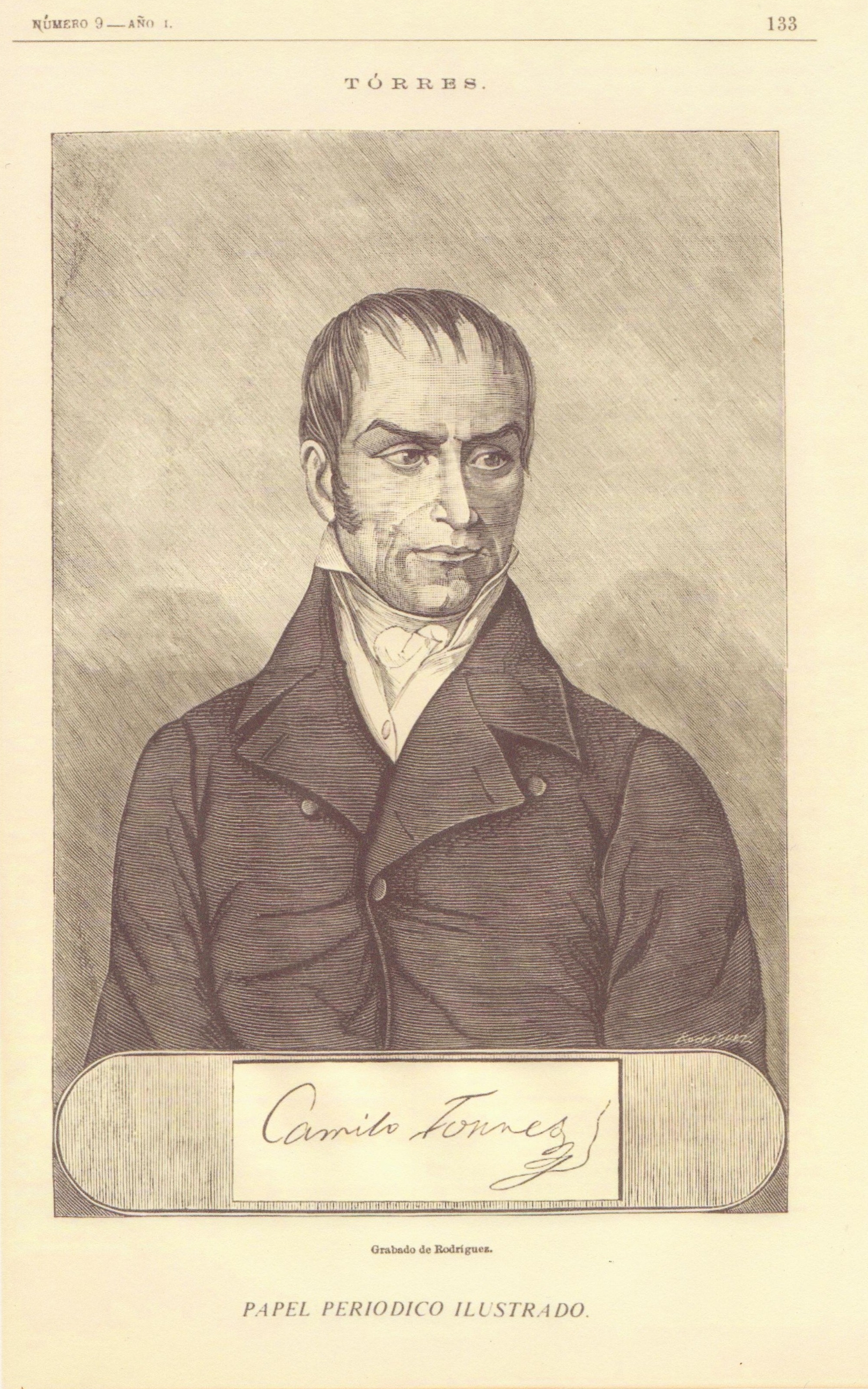
Ritratto e firma di Camilo Tores Tenorio